# Macedonia na Letnich Igrzyskach Olimpijskich 2000
Macedonię na Letnich Igrzyskach Olimpijskich 2000 reprezentowało 10 zawodników: 6 mężczyzn i 4 kobiety.

## Medaliści
| Medal | Zawodnik          | Dyscyplina | Konkurencja           | Data           |
| ----- | ----------------- | ---------- | --------------------- | -------------- |
|       | Mogamed Ibragimow | Zapasy     | Styl wolny - do 85 kg | 1 października |

## Wyniki zawodników

### Kajakarstwo górskie

#### Mężczyźni
| Zawodnik       | Konkurencja | Eliminacje | Eliminacje | Eliminacje   | Eliminacje  | Eliminacje | Finał      | Finał | Finał        | Finał       | Finał   | Źródło |
| Zawodnik       | Konkurencja | Czas netto | Kara       | Czas końcowy | Suma czasów | Pozycja    | Czas netto | Kara  | Czas końcowy | Suma czasów | Pozycja | Źródło |
| -------------- | ----------- | ---------- | ---------- | ------------ | ----------- | ---------- | ---------- | ----- | ------------ | ----------- | ------- | ------ |
| Łazar Popowski | K-1         | 2:12.23    | 0 s        | 132.23       | 266.60      | 17.        | NQ         | NQ    | NQ           | NQ          | NQ      | [ 1 ]  |
| Łazar Popowski | K-1         | 2:10.37    | 4 s        | 134.37       | 266.60      | 17.        | NQ         | NQ    | NQ           | NQ          | NQ      | [ 1 ]  |

### Lekkoatletyka

#### Konkurencje biegowe

##### Kobiety
| Zawodniczka     | Konkurencja    | Eliminacje | Eliminacje | Półfinały | Półfinały | Finał | Finał   | Źródło |
| Zawodniczka     | Konkurencja    | Czas       | Pozycja    | Czas      | Pozycja   | Czas  | Pozycja | Źródło |
| --------------- | -------------- | ---------- | ---------- | --------- | --------- | ----- | ------- | ------ |
| Danieła Kułeska | Bieg na 1500 m | 4:33.50    | 13.        | NQ        | NQ        | NQ    | NQ      | [ 2 ]  |

##### Mężczyźni
| Zawodniczka   | Konkurencja   | Eliminacje | Eliminacje | Półfinały | Półfinały | Finał | Finał   | Źródło |
| Zawodniczka   | Konkurencja   | Czas       | Pozycja    | Czas      | Pozycja   | Czas  | Pozycja | Źródło |
| ------------- | ------------- | ---------- | ---------- | --------- | --------- | ----- | ------- | ------ |
| Wane Stojanow | Bieg na 800 m | 1:47.71    | 5.         | NQ        | NQ        | NQ    | NQ      | [ 3 ]  |

### Pływanie

#### Kobiety
| Zawodniczka       | Konkurencja             | Eliminacje | Eliminacje | Półfinały | Półfinały | Finał | Finał   | Pozycja | Źródło |
| Zawodniczka       | Konkurencja             | Czas       | Pozycja    | Czas      | Pozycja   | Czas  | Pozycja | Pozycja | Źródło |
| ----------------- | ----------------------- | ---------- | ---------- | --------- | --------- | ----- | ------- | ------- | ------ |
| Wesna Stojanowska | 200 m stylem dowolnym   | 2:05.58    | 2.         | NQ        | NQ        | NQ    | NQ      | 29.     | [ 4 ]  |
| Wesna Stojanowska | 400 m stylem dowolnym   | 4:19.69    | 2.         | —         | —         | NQ    | NQ      | 31.     | [ 4 ]  |
| Mirjana Boszewska | 800 m stylem dowolnym   | 8:46.39    | 6.         | —         | —         | NQ    | NQ      | 18.     | [ 5 ]  |
| Mirjana Boszewska | 200 m stylem motylkowym | 2:12.59    | 2.         | NQ        | NQ        | NQ    | NQ      | 20.     | [ 5 ]  |
| Mirjana Boszewska | 400 m stylem zmiennym   | 4:48.08    | 7.         | —         | —         | NQ    | NQ      | 17.     | [ 5 ]  |

#### Mężczyźni
| Zawodniczka             | Konkurencja             | Eliminacje | Eliminacje | Półfinały | Półfinały | Finał | Finał   | Pozycja | Źródło |
| Zawodniczka             | Konkurencja             | Czas       | Pozycja    | Czas      | Pozycja   | Czas  | Pozycja | Pozycja | Źródło |
| ----------------------- | ----------------------- | ---------- | ---------- | --------- | --------- | ----- | ------- | ------- | ------ |
| Ałeksandar Miładinowski | 100 m stylem motylkowym | 55.62      | 2.         | NQ        | NQ        | NQ    | NQ      | 41.     | [ 6 ]  |
| Zoran Łazarowski        | 200 m stylem motylkowym | 2:01.30    | 2.         | NQ        | NQ        | NQ    | NQ      | 29.     | [ 7 ]  |
| Ałeksandar Miładinowski | 200 m stylem zmiennym   | 2:07.45    | 4.         | NQ        | NQ        | NQ    | NQ      | 38.     | [ 6 ]  |

### Strzelectwo

#### Mężczyźni
| Zawodnik     | Konkurencja                             | Eliminacje | Eliminacje | Finał | Suma    | Pozycja | Źródło |
| Zawodnik     | Konkurencja                             | Wynik      | Pozycja    | Wynik | Suma    | Pozycja | Źródło |
| ------------ | --------------------------------------- | ---------- | ---------- | ----- | ------- | ------- | ------ |
| Diwna Pesziḱ | Karabin pneumatyczny 10 m               | 384 pkt    | 44.        | NQ    | 384 pkt | 44.     | [ 8 ]  |
| Diwna Pesziḱ | Karabin małokalibrowy trzy postawy 50 m | 561 pkt    | 36.        | NQ    | 561 pkt | 36.     | [ 9 ]  |

### Zapasy

#### Styl wolny

##### Mężczyźni
| Zawodnik          | Konkurencja   | Faza grupowa                                       | Faza grupowa                       | Ćwierćfinały     | Półfinały         | O brąz               | Finał            | Pozycja | Źródło |
| Zawodnik          | Konkurencja   | Przeciwnicy Wyniki                                 | Pozycja w grupie Bilans pojedynków | Przeciwnik Wynik | Przeciwnik Wynik  | Przeciwnik Wynik     | Przeciwnik Wynik | Pozycja | Źródło |
| ----------------- | ------------- | -------------------------------------------------- | ---------------------------------- | ---------------- | ----------------- | -------------------- | ---------------- | ------- | ------ |
| Nasir Gadżihanow  | Waga do 76 kg | A. Leipold P 2-5 Y. Romero W 3-0 R. Kertanti W 3-2 | 1. 2-1                             | NQ               | NQ                | NQ                   | NQ               | 7.      | [ 11 ] |
| Mogamed Ibragimow | Waga do 85 kg | D. Biczinaszwili W 1-1 T. Kawai W 6-5              | 1. (Q) 2-0                         | C. Burton W 4-2  | A. Sajtijew P 0-3 | A. Reza Chadem W 4-1 | NQ               | brąz    | [ 1 ]  |